# Большедорожне (Сєверний район)
Бо́льшедоро́жне (рос. Большедорожное) — село у складі Сєверного району Оренбурзької області, Росія.

## Населення
Населення — 281 особа (2010; 302 у 2002).
Національний склад (станом на 2002 рік):
- росіяни — 63 %